# Валли (округ, Айдахо)
Ва́лли (англ. Valley) — округ в штате Айдахо. Административным центром является город Каскейд.

## История
Округ Валли был основан 26 февраля 1917 года. Название он получил по долине Лонг-Вэлли (англ. Long Valley — «длинная долина»), протянувшейся почти на 50 километров вдоль озера Каскейд от города Мак-Колл на севере до Каскейда на юге. Первыми белокожими людьми, побывавшими на землях округа, были трапперы. Однако первые постоянные поселения были основаны в 1880-х годах с приходом скотоводов. До середины XX века большая часть долины использовалась как летнее пастбище. С постройкой в 1948 году дамбы на озере Каскейд северная часть долины отошла под водохранилище. Округ является ареалом айдахских сусликов Spermophilus brunneus.

## Население
По состоянию на 2010 год население округа составляло 9 862 человек. С 2000 года население увеличилось на 28,9 %. Ниже приводится динамика численности населения округа.

## География
Округ Валли располагается в юго-западной части штата Айдахо. Площадь округа составляет 9 670 км², из которых 145 км² (1,50 %) занято водой.
|       |       | Айдахо         |
| Адамс | север | Кастер, Лемхай |
| Адамс | Валли | Кастер, Лемхай |
| Адамс | юг    | Кастер, Лемхай |
| Джем  | Бойсе |                |

### Дороги

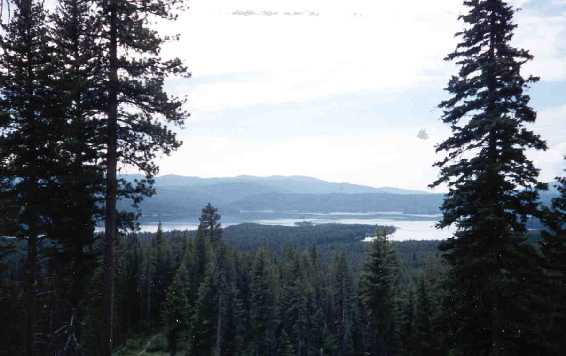
Водохранилище Дедвуд

- — SH-55

### Города округа
- Доннелли
- Каскейд
- Мак-Колл

### Достопримечательности и охраняемые природные зоны
- Бойсе (частично)
- Пайетт (частично)
- Салмон (частично)